# 松平信義 (丹波亀山藩主)
松平 信義（まつだいら のぶよし）は、江戸時代後期の大名・老中。丹波国亀山藩の第7代藩主。官位は従四位下侍従。形原松平家17代当主。

## 略歴
文政5年（1822年）2月8日（または文政7年（1824年））、亀山藩分家の旗本・松平庸煕の長男として誕生。本家の第6代藩主・松平信豪の養子となり、天保14年（1843年）2月9日の養父の隠居により家督を継いだ。
桜田門外の変、坂下門外の変などで幕末の世情不安な時期にあり、信義は養父・信豪が井伊直弼の姻戚であった関係から安政の大獄に協力した経緯があり、水戸藩浪士らのテロの標的とされ、文久元年（1861年）6月、水戸藩士・落合慵之助は信義登営の際に殺害を企てている（未遂、落合は捕縛のうえ今治藩預け）。
また、生麦事件とその賠償金問題、薩英戦争などの事後処理でイギリスとの交渉にあたっている。文久2年（1862年）5月10日の攘夷決行の前後には病気と称して登営しないなど、在任末期になると責任回避が目立つようになり、文久3年（1863年）には辞任する。
慶応2年（1866年）、家督を養子・信正に譲って隠居し、直後の1月29日に死去した。享年45（または43）。
東京大学史料編纂所蔵の形原松平家譜によると、
安政三丙辰年八月十七日召ニ依テ朝鮮人来聘用掛ノ命ヲ受ク
同年同十二月十六日普請成ルヲ以テ一橋外ノ邸ニ還リ居ル
同年同月同日将軍家御台所篤姫君卜名ヲ称セラルヽニヨリ、予篤ノ一字ヲ避ケテ信義卜改ム
とあり、将軍家、篤姫に対する忠節を垣間見る記録と言えよう。

## 経歴
- 1822年（文政5年）（または1824年（文政7年）） 生誕。
- 1842年（天保13年）従五位下に叙される。
- 1843年（天保14年）2月9日、丹波亀山藩主松平（形原）信豪の隠居に伴って襲封。
- 1848年（嘉永元年）10月18日（ - 1858年11月26日）、奏者番兼寺社奉行
- 1858年（安政5年） 11月、大坂城代に就任。
- 1860年（万延元年）12月28日、老中・外国事務取扱に就任。
- 1863年（文久3年） 病気を理由に老中を辞任する。
- 1866年（慶応2年） 隠居。1月29日死去。

## 系譜
- 父：松平庸煕
- 母：松平信愛娘
- 養父：松平信豪（1813-1865）
- 正室：太田資熙娘
- 生母不明の子女
  - 女子：萬千子 - 土岐頼知正室
- 養子
  - 男子：松平信敏（1849-1865） - 松平信豪の六男
  - 男子：松平信正（1852-1909） - 松平信豪の七男